# The Color Run

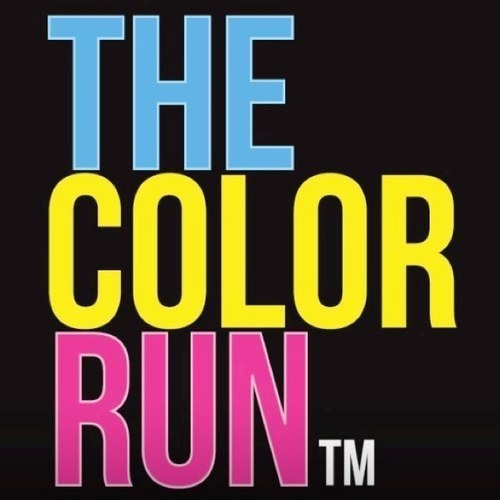
The Color Run Logo

The Color Run ist eine durch das indische Frühlingsfest Holi inspirierte Laufveranstaltung über 5 km, bei der die Läufer mit bunten Farben beworfen werden. Der Lauf fand 2013 in über 130 Städten in Nord- und Südamerika, Europa und Australien statt – in Deutschland waren es 12 Veranstaltungen.

## Ablauf und Teilnehmer

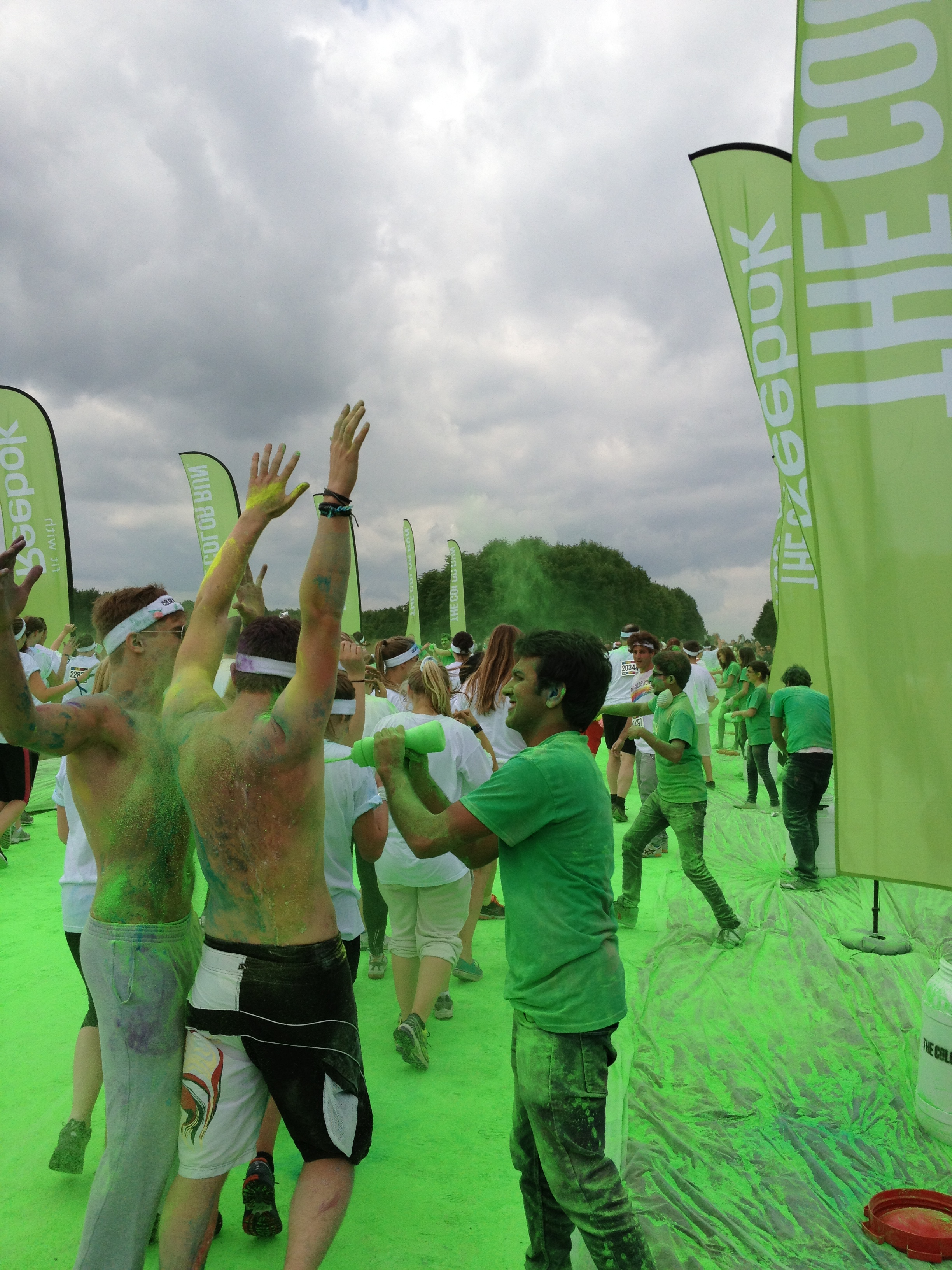
Die Läufer in der grünen „Color Zone“ beim Color Run in München, 2013

Vor Beginn des fünf Kilometer langen Laufs erhält jeder Teilnehmer ein weißes T-Shirt und ein Stirnband. Die Läufer durchqueren in Abständen von einem Kilometer sogenannte „Color Zones“, die einer bestimmten Farbe zugeordnet sind. Dort werden sie von Helfern mit der jeweiligen Farbe (bestehend aus Maismehl und Lebensmittelfarbe) beworfen. Nach Ende des Laufs findet das „Finish Festival“ statt, bei dem auch die Teilnehmer mit der zuvor ausgeteilten Farbe werfen können.
Nach Angaben des Veranstalters waren 2012 70 Prozent der Teilnehmer Frauen zwischen 18 und 40 Jahren. 60 Prozent der Teilnehmer nahmen das erste Mal an einem 5-km-Lauf teil. Im Gegensatz zu anderen Laufveranstaltungen geht es beim Color Run nicht um Schnelligkeit, sondern nur um Spaß, weswegen es auch keine Zeitmessung gibt.

## Geschichte
The Color Run wurde von Travis Snyder erfunden und erstmals im Januar 2012 in Phoenix, Arizona mit 6.000 Teilnehmern durchgeführt. 2012 fand der Color Run in über 50 Städten der USA mit über 600.000 Teilnehmern statt. Im Februar 2013 schloss der Veranstalter einen mehrjährigen Vertrag mit IMG Worldwide, um den Color Run zukünftig auch in Europa und Asien auszurichten.